# Estakada nad doliną Bogdanki
Estakada nad doliną Bogdanki – żelbetowa estakada tramwajowa nad doliną Bogdanki oraz ulicami Grudzieniec i al. Wielkopolską (jezdnie i linia tramwajowa) w Poznaniu na trasie PST.
Estakada jest elementem kształtowania środowiska. Podtrzymuje klimatyczną rolę doliny Bogdanki (przewietrzanie – dobry warunek spływu chłodnego powietrza z jednej ze stref klimatycznych Jeżyc w kierunku Bogdanki).

## Budowa
Estakada była budowana przez Płockie Przedsiębiorstwo Robót Mostowych. W budowie brało udział Przedsiębiorstwo Robót Kolejowych nr 10 z Poznania. Roboty palowe rozpoczęto 27 lipca 1980. Otwarcie nastąpiło wraz z oddaniem do użytku całej trasy Poznańskiego Szybkiego Tramwaju 1 lutego 1997.
Planowane było wybudowanie na estakadzie przystanku tramwajowego Al. Wielkopolska w miejscu skrzyżowania estakady z al. Wielkopolską. Plany nie zostały wykonane, pozostałością po niezrealizowanej budowie są betonowe bloki - podstawy przystanku.

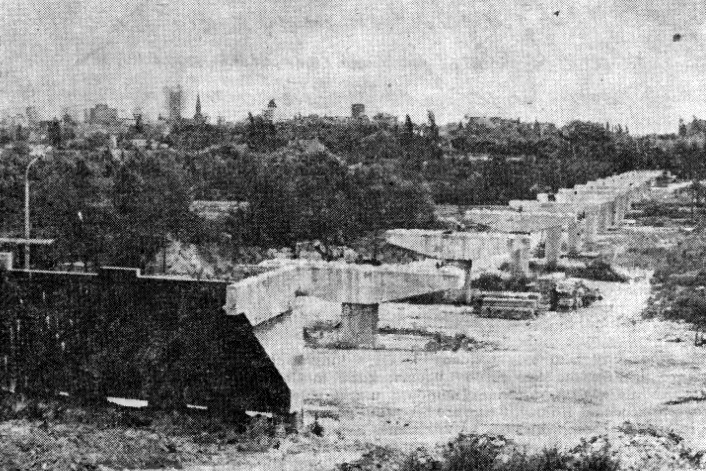
Estakada w budowie (1983)
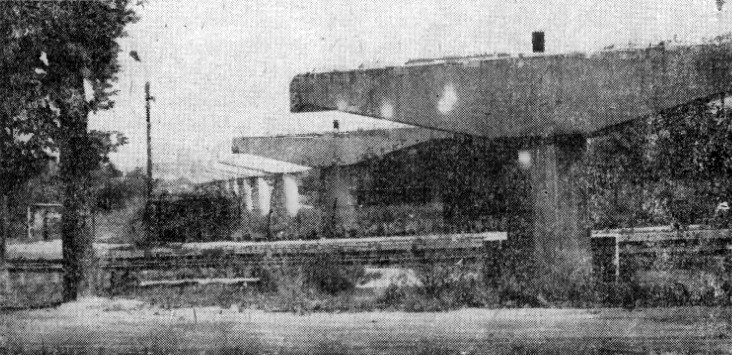
Estakada w budowie (1986)
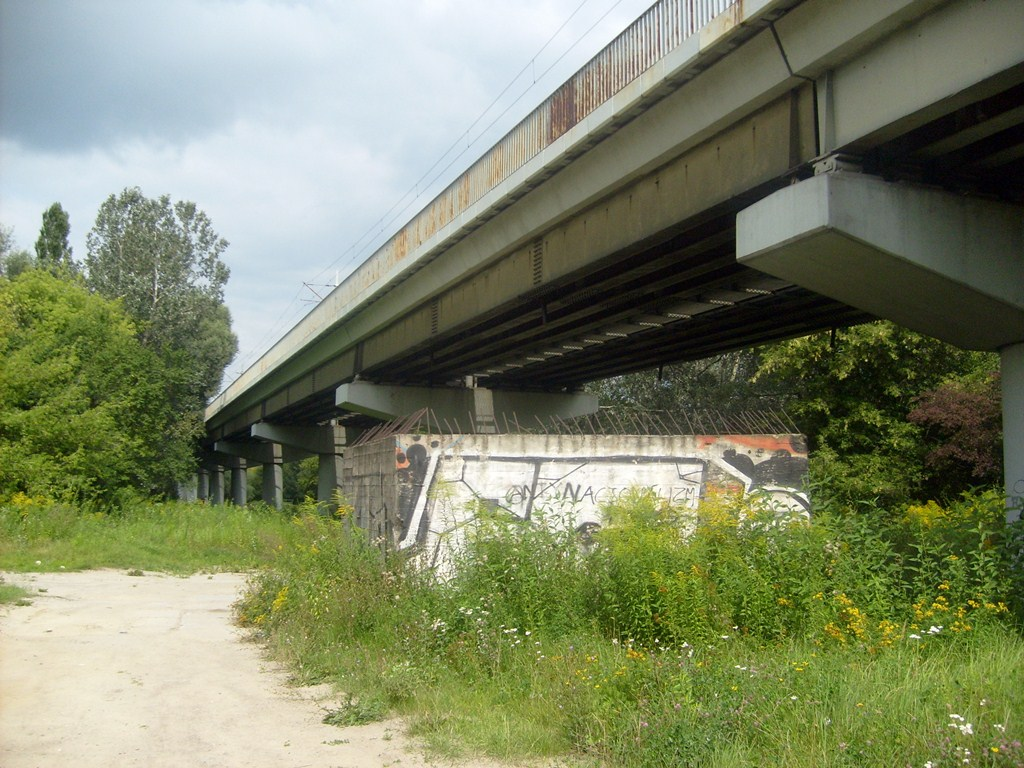
Niedokończony przystanek Al. Wielkopolska (2012)

## Dane techniczne
- długość estakady: 694[1][2] m / 725[3] m
- liczba przęseł: 25[1][3]
- liczba torów tramwajowych: 2 (po 1 w każdym kierunku)